# Dendrobium koyamae
Dendrobium koyamae är en orkidéart som beskrevs av Nob.Tanaka, T.Yukawa och Jin Murata. Dendrobium koyamae ingår i släktet Dendrobium, och familjen orkidéer. Inga underarter finns listade i Catalogue of Life.